# Везник
Везнѝк (на гръцки: Άγιο Πνεύμα, Агио Пневма, катаревуса: Άγιον Πνεύμα, Агион Пневма, до 1930 година Μόνοικον, Моникон, до 1927 Βεζνίκον, Везникон) е село в Гърция, дем Довища, област Централна Македония.

## География
Селото е разположено на около 5 километра северно от демовия център Тополян (Хрисо), източно от град Сяр (Серес) в Сярското поле, в южното подножие на планината Сминица (Меникио). В северната част на селото е разположен манастирът „Свети Илия“.

## История

### Етимология
Според Йордан Н. Иванов името е изчезналото съществително вез, бряст, запазено в другите славянски езици.

### Античност
На хълма в южния край на селото са открити следи от праисторическо селище. На хълма Градище (Градискос) са открити останки от древно укрепено селище. Околността е богата на минерали и има доказателства за железни мини. Също така на няколко километра северозападно от селото е открита римска мраморна кариера от императорския период.

### В Османската империя
През XIX век Везник е голямо гръцко дарнашко село, числящо се към Сярската кааза на Отоманската империя. Енорийската църква „Света Параскева“ е от 1805 година. Край селото в 1857 година е построен манастирът „Свети Дух“, а в 1872 година – манастирът „Свети Константин“. Александър Синве ("Les Grecs de l’Empire Ottoman. Etude Statistique et Ethnographique"), който се основава на гръцки данни, в 1878 година пише, че в Весникон (Vesnikon) живеят 1440 гърци. В „Етнография на вилаетите Адрианопол, Монастир и Салоника“, издадена в Константинопол в 1878 година и отразяваща статистиката на населението от 1873 година, Везнико (Vezniko) е посочено като село със 177 домакинства, като жителите му са 30 мюсюлмани и 400 гърци.
В 1891 година Георги Стрезов определя селото като част от Сармусакликол и пише:
| „ | Везник, доста големко село със 110 къщи и 260 жители гърци. Разположено е при полите на Боздаг на И от града, на разстояние 1/2 час. Пътят от града за селото е прав, равен; а от Мъглен и Дряново удолен и каменист. Околната част на полето е твърде плодородна и между другото дава добро качество тютюн и грозде. До Везник, малко на З е и новият манастир „Св. Дух“, на прекрасно местоположение, от дето се виждат всичките села по Сярското поле. Има гръцка църква и гръцко училище „Св. Констандин“. | “ |

Във втората половина на XIX век в района на Везник действат Филип войвода заедно с Делиолан Костадин и Милю войвода като избиват турци по Боздаг и Кърлуковското поле.
Според статистиката на Васил Кънчов („Македония. Етнография и статистика“) от 1900 година селото брои 1245 жители, от които 125 турци и 1120 гърци. По данни на секретаря на Българската екзархия Димитър Мишев („La Macédoine et sa Population Chrétienne“) в 1905 година християнското население на Везник (Veznik) се състои от 1380 жители гърци и в селото работи гръцко начално училище.

### В Гърция
През Балканската война селото е завзето от части на българската армия, но остава в Гърция след Междусъюзническата война. В 1926 година селото е прекръстено на Моникон, но промяната влиза официално в регистрите в 1927 година. В 1930 година селото е прекръстено на Агион Пневма, в превод Свети Дух.
В 1929 година е изградена старостилната църква „Свети Георги“. В 1964 година е построен манастирът „Въздвижение на Светия кръст“, а в 1990 година - манастирът „Свети Илия“.
| Име                     | Име         | Ново име      | Ново име      | Описание                                                                  |
| ----------------------- | ----------- | ------------- | ------------- | ------------------------------------------------------------------------- |
| Какавудия               | Κακαβούδια  | Салиагия      | Σαλιάγκια     | местност на ЮЗ от Везник и на И от Субашкьой                              |
| Грилас или Грилияс      | Γκρίλιας    | Символи       | Συμβολή       | местност на З от Везник и на СИ от Субашкьой                              |
| Кракори                 | Κράκορι     | Фонаклас      | Φωνακλάς      | местност в Сминица на СИ от Везник                                        |
| Драница                 | Ντρανίτσα   | Кранорема     | Κρανορεμα     | река на З от Везник                                                       |
| Мамей                   | Μαμέϊ       | Мана          | Μάνα          |                                                                           |
| Гозани                  | Γκοζάνης    | Дросерон Рема | Δροσερόν Ρέμα | река в Сминица на СИ от Везник, десен приток на Драница                   |
| Гозани                  | Γκοζάνης    | Дросерон      | Δροσερόν      | местност в Сминица на ССИ от Везник                                       |
| Дол Карпа               | Ντόλη Κάρπα | Мандили       | Μαντήλι       | връх в Сминица на ССИ от Везник (1203 m)                                  |
| Нани                    | Νάνι        | Кимисмени     | Κοιμισμένη    | връх в Сминица на ССИ от Везник                                           |
| Блисна                  | Μπλισνά     | Кондино Рема  | Κοντινό Ρέμα  | река в Сминица на СИ от Везник, десен приток на Драница                   |
| Дреновска река или Куру | Τρανό Κουρί | Ксеро Рема    | Ξερό Ρέμα     | река в Сминица на СИ от Везник и на И от Дряново, десен приток на Драница |

През 1974 година в селото е заснет филмът „По незначителна причина“ («Δι’ ασήμαντον αφορμήν») на режисьора Тасос Псарас.

## Личности
Родени във Везник
- Гликерия (р.1953), гръцка певица